# Right Beside You
Right Beside You is een nummer van de Amerikaanse zangeres Sophie B. Hawkins. Het is de eerste single van haar tweede studioalbum Whaler uit 1995. Op 2 juli 1994 werd het nummer eerst in de VS en Canada op single uitgebracht en in januari 1995 volgden Europa, Australië, Nieuw-Zeeland en Japan.

## Achtergrond
De single werd in een aantal landen een bescheiden hit. In Haekins' thuisland de VS was de single niet erg succesvol en behaalde de 56e positie in de Billboard Hot 100. In Canada werd de 7e positie bereikt, Australië de 41e, Nieuw-Zeeland de 20e, Duitsland de 17e, Zwitserland de 8e, IJsland de 37e, Zweden en Ierland de 30e, Duitsland de 17e, de Eurochart Hot 100 de 38e en in het Verenigd Koninrijk de 13e positie in de UK Singles Chart.  
In Nederland werd de single begin 1995 regelmatig gedraaid op de landelijke radiozenders en werd een radiohit. De single bereikte de 18e positie in de Nederlandse Top 40 op destijds Radio 538 en de 15e positie in de publieke hitlijst; de Mega Top 50 op Radio 3FM.
In België behaalde de single géén notering in zowel de Vlaamse Ultratop 50, de Vlaamse Radio 2 Top 30 als de Waalse Ultratop 50.